# 1819 en littérature
| Années de la littérature : 1816 - 1817 - 1818 - 1819 - 1820 - 1821 - 1822    |
| Décennies de la littérature : 1780 - 1790 - 1800 - 1810 - 1820 - 1830 - 1840 |

Cet article présente les faits marquants de l'année 1819 en littérature.

## Événements
- 12 juin : Honoré de Balzac devenu bachelier en droit, entre à l'étude d'avoué de maître Guillonnet-Merville où Jules Janin est déjà saute-ruisseau (surnom des clercs de notaire débutants).
- Octobre : installation de Madame Récamier à l'Abbaye-aux-Bois à Paris[1].

## Essais
- Arthur Schopenhauer : Le Monde comme volonté et comme représentation

## Poésie
- L’écrivain allemand Goethe écrit le Divan occidental-oriental, un recueil de poèmes lyriques.
- Isabelle ou le Pot de basilic, Lamia, La Belle Dame sans merci, la Vigile de sainte Agnès, le Fragment à Maèa, Hypérion, les Grandes Odes, poèmes de John Keats (1818-1819).
- Ode au vent d’ouest et Les Cenci, drames en vers de Percy Bysshe Shelley ;
- L'Orléanide, poème national en 28 chants, Philippe-Alexandre Le Brun de Charmettes (Paris, Smith, 1819, 2 vol. de ~500 pages chacun, ~30 000 vers au total).

## Romans
- Sténie ou les erreurs philosophiques d'Honoré de Balzac roman inachevé.
- Mazeppa de Lord Byron.
- Ivanhoé, roman de Walter Scott.
- La Fiancée de Lammermoor, roman de Walter Scott.
- Une légende de Montrose, roman de Walter Scott.
- Le Chat Murr, roman d'Ernst Theodor Amadeus Hoffmann.
- Sleepy Hollow, la légende du cavalier sans tête, nouvelle de Washington Irving.

## Principales naissances
- 1er janvier : Arthur Hugh Clough, poète anglais († 13 novembre 1861).
- 8 février : John Ruskin, écrivain, poète, peintre et critique d'art britannique († 20 janvier 1900).
- 22 février : James Russell Lowell, poète romantique, critique, satiriste, écrivain américain († 12 août 1891).
- 4 mars : Narcyza Żmichowska (aussi connue comme Gabryella), romancière et poète polonaise († 24 décembre 1876).
- 31 mai : Walt Whitman, poète et humaniste américain († 26 mars 1892).
- 12 juin : Charles Kingsley, écrivain britannique († 23 janvier 1875).
- 1er août : Herman Melville, écrivain et poète américain († 28 septembre 1891).
- 26 octobre : Meïr Aron Goldschmidt, éditeur, journaliste et romancier danois († 15 août 1887).
- 22 novembre : George Eliot, romancière britannique († 22 décembre 1880).
- 18 décembre : Iakov Petrovitch Polonski, poète russe († 30 octobre 1898).
- 26 décembre : E. D. E. N. Southworth (Emma Dorothy Eliza Nevitte Southworth), romancière américaine († 30 juin 1899).
- 30 décembre : Theodor Fontane, écrivain allemand († 20 septembre 1898).

## Principaux décès
- 12 janvier : André Morellet, homme d'Église, écrivain, encyclopédiste et traducteur français (° 7 mars 1727).
- 25 janvier : Théodore-Pierre Bertin, traducteur et sténographe français (° 2 novembre 1751).
- 23 mars : August von Kotzebue, dramaturge allemand (° 3 mai 1761).
- 30 juin : René-Jean Durdent, homme de lettres français (° 1776).
- 5 décembre : Friedrich Leopold de Stolberg, poète allemand (° 7 novembre 1750).